# Edward Augustus Freeman
Edward Augustus Freeman (2 d'agost del 1823 - 16 de març del 1892) fou un historiador, artista arquitectònic i polític liberal anglès durant l'època daurada del primer ministre William Ewart Gladstone, a finals del segle xix, així com candidat al Parlament en una ocasió. Fou Regius Professor d'Història Moderna a Oxford, on instruí Arthur Evans. Posteriorment, Evans i ell foren activistes en la revolta de Bòsnia i Hercegovina contra l'Imperi Otomà (1874-1878).
Després del casament de la seva filla, Margaret, amb Evans, el seu gendre i ell col·laboraren en el quart volum de la seva History of Sicily ('Història de Sicília'). Fou un escriptor prolífic, amb 239 obres publicades. Una de les més conegudes és la seva obra mestra, The History of the Norman Conquest of England, publicada en sis volums entre el 1867 i el 1879. Tant ell com Margaret traspassaren abans que Evans adquirís les terres on més tard excavaria el Palau de Cnossos.